# Геценбрук
Геценбрук (фр. Goetzenbruck) насеље је и општина у североисточној Француској у региону Лорена, у департману Мозел која припада префектури Саргемен.
По подацима из 2011. године у општини је живело 1669 становника, а густина насељености је износила 205,54 становника/km². Општина се простире на површини од 8,12 km². Налази се на средњој надморској висини од 386 метара (максималној 432 m, а минималној 260 m).

## Демографија
| 1962. | 1968. | 1975. | 1982. | 1990. | 1999. | 2011. |
| ----- | ----- | ----- | ----- | ----- | ----- | ----- |
| 1.905 | 1.979 | 1.899 | 1.759 | 1.720 | 1.751 | 1.669 |

График промене броја становника у току последњих година